# Lithacodia macrouncina
Lithacodia macrouncina là một loài bướm đêm trong họ Noctuidae.